# Pyrota obliquefascia
Pyrota obliquefascia es una especie de coleóptero de la familia Meloidae.

## Distribución geográfica
Habita en Arizona Estados Unidos.